# Rezerwat przyrody Owczary

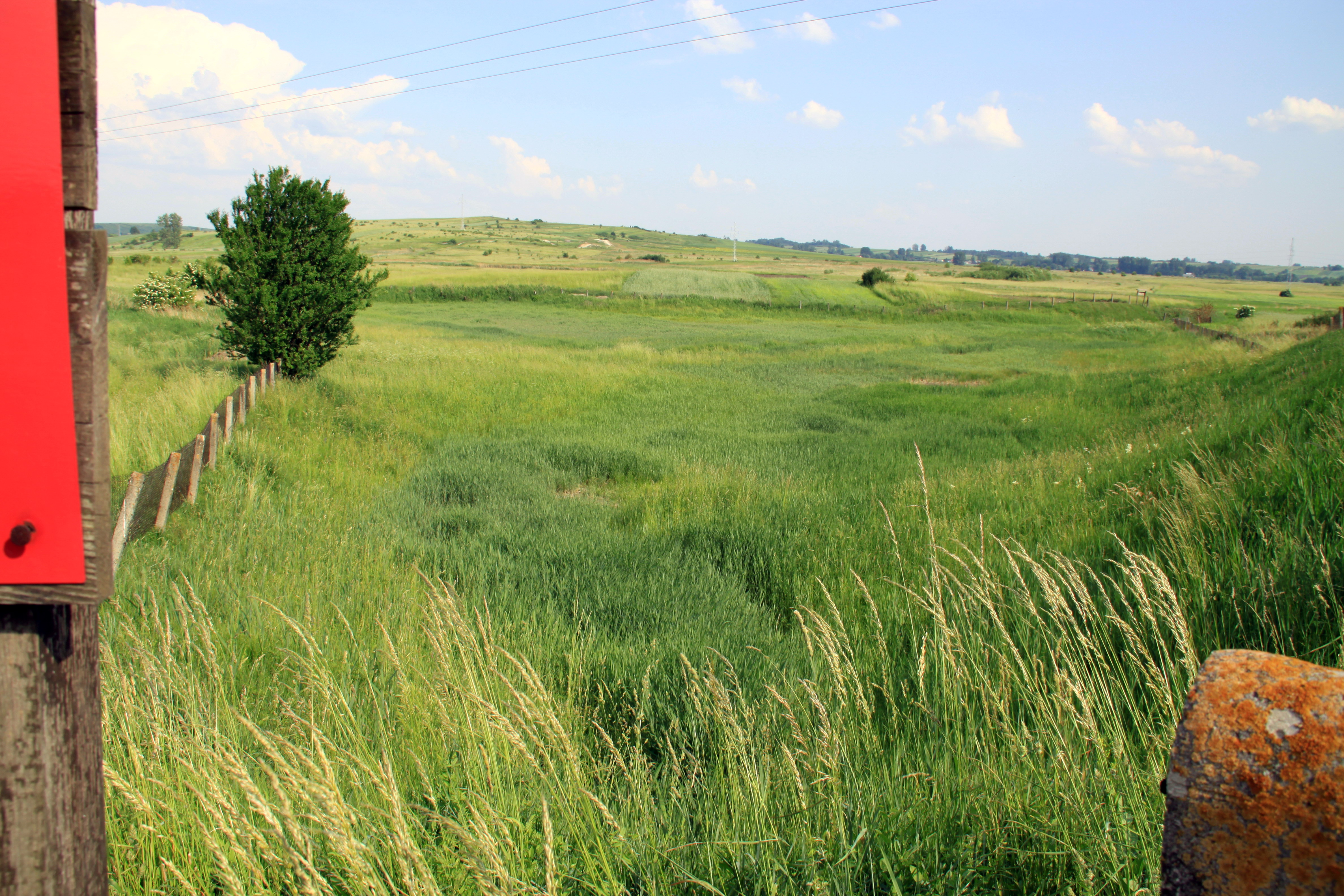
Widok na rezerwat od zachodu

Rezerwat przyrody Owczary – rezerwat słonoroślowy na terenie Szanieckiego Parku Krajobrazowego we wsi Owczary, gminie Busko-Zdrój, w powiecie buskim, w województwie świętokrzyskim. Jedyny słonoroślowy rezerwat na terenie Niecki Nidziańskiej.
- Powierzchnia: 0,52 ha[3] (akt powołujący podawał 0,61 ha)
- Rok utworzenia: 1959
- Dokument powołujący: Zarządz. MLiPD z 5.05.1959; MP. 53/1959, poz. 254
- Numer ewidencyjny WKP: 018
- Przedmiot ochrony: źródło solankowe z występującą w pobliżu unikatową florą i fauną halofilną

Teren rezerwatu zajmuje śródpolne zagłębienie o płaskim nierównym dnie, ograniczone zboczami. W jego północno-zachodnim rogu, pod stromą skarpą znajduje się wyraźne słone źródło. Rezerwat stanowi jedyne w Polsce centralnej stanowisko flory i fauny halofilnej. Porastają go charakterystyczne rośliny słonolubne, halofity, wśród nich rupia morska, zamętnica błotna, muchotrzew solniskowy, łoboda oszczepowata, nostrzyk ząbkowany, mannica odstająca.
Faunę reprezentuje chrząszcz Pogonus persicus, mający tu jedyne stanowisko swojego gatunku w Polsce.
Na południowych stokach rezerwatu rozwinęła się murawa kserotermiczna.
Obszar rezerwatu podlega ochronie czynnej. Największym zagrożeniem dla roślinności halofilnej rezerwatu jest ekspansja trzciny pospolitej, toteż prowadzi się tu regularne koszenie i usuwanie biomasy.